# Schizaspidia ponapensis
Schizaspidia ponapensis is een vliesvleugelig insect uit de familie Eucharitidae. De wetenschappelijke naam is voor het eerst geldig gepubliceerd in 1941 door Ishii.